# (115) Thyra
Asteroiden (115) Thyra er opkaldt efter Thyra Danebod, som var gift med kong Gorm den Gamle. Man finder dens bane i det såkaldte asteroidebælte mellem planeterne Mars og Jupiter. Her findes de fleste kendte asteroider i deres kredsløbsbaner omkring Solen. En fin grafisk illustration med Thyras bane vises ved klik på det første af nedenstående eksterne links.
(115) Thyra blev opdaget den 6. august 1871 af den canadisk-amerikanske astronom James Craig Watson, som da var direktør for observatoriet på University of Michigan i byen Ann Arbor i USA. Måske var hans valg af navn for denne asteroide inspireret af en rejse til Europa, som han havde gjort i 1870 hvor han iagttog en solformørkelse fra Sicilien.
Diameteren for (115) Thyra er ca. 80 km.